# ماتي أبليبي
```

```

ماثيو ويلفريد أبليبي Matthew Wilfred Appleby (مواليد 16 أبريل 1972 في ميدلسبره) هو لاعب كرة قدم إنجليزي سابق مركزه خط وسط تقاعد في عام 2008. لعب في الدوري الإنجليزي الممتاز مع بارنسلي [تحتاج لمصدر] وفترته في دارلينجتون كانت مميزة ، [تحتاج لمصدر] قبل أن يخرج من الدوري ويترك كرة القدم، في النهاية أصبح غواصًا في البحار. 

## وصلات خارجية
Matty Appleby at Soccerbase